# Яблунівка (Романівська селищна громада)
Яблуні́вка (Нивна-Яблунівка) — село в Україні, у Житомирському районі Житомирської області. Входить до складу Романівської селищної громади. Населення становить 29 осіб.

## Географія
На північно-західній околиці села бере початок річка Дорогань. Понад селом пролягає автошлях Т 0618.

## Історія
У 1906 році село Гульської (Рогачівської) волості Новоград-Волинського повіту Волинської губернії. Відстань від повітового міста 42 верст, від волості 22. Дворів 5, мешканців 20.
Колишній орган місцевого самоуправління — Нивненська сільська рада.